# Віллетта-Барреа
Віллетта-Барреа (італ. Villetta Barrea) — муніципалітет в Італії, у регіоні Абруццо, провінція Л'Аквіла.
Віллетта-Барреа розташована на відстані близько 125 км на схід від Рима, 80 км на південний схід від Л'Акуїли.
Населення — 663 особи (2014).
Покровитель — San Vincenzo.

## Демографія
Населення за роками:

Станом на 1 січня 2023 року в муніципалітеті офіційно проживало 36 іноземців з 7 країн, серед них 27 громадян країн Євросоюзу.

## Сусідні муніципалітети
- Барреа
- Чивітелла-Альфедена
- Сканно